# Svartkindad myrkardinal
Svartkindad myrkardinal (Driophlox atrimaxillaris) är en fågel i familjen kardinaler.  Den förekommer enbart i Costa Rica. IUCN kategoriserar den som nära hotad.

## Kännetecken

### Utseende
Svartkindad myrkardinal är en 18–19 cm lång medlem av familjen kardinaler. Huvudet är mestadels svartaktigt med kontrasterande laxrosa strupe. Ögat är mörkrött och näbben svart.
Hanen har en lysande laxrosa till orange fläck på hjässan som dock är delvis dold. I övrigt är huvudet svart och undersidan mörkgrå med rödaktig anstrykning. Vingar och stjärt är svartaktiga och bröstet är sotigt rött. Honan är mattare färgad med mindre hjässfläck, ungfågeln ännu mattare och mer brunaktig och saknar hjässfläck helt.

### Läten
Det grälande lätet har jämförts med ljudet av papper som rivs itu. Även hårda "zurzurzurzurzur" och stönande "chak", "chek" eller "chuk" hörs. Sången består av en mjuk och visslande serie med sex till elva fraser framförd i gryningen, ofta avslutad med ett enkelt "chonk".

## Utbredning och systematik
Fågelns utbredningsområde är i Stillahavslåglandet i sydvästra Costa Rica (Golfo Dulce).  Den behandlas som monotypisk, det vill säga att den inte delas in i några underarter.

### Släktestillhörighet
Arten placerades tidigare i Habia. Denna tillhör dock en grupp med fyra arter som inte är nära släkt med typarten för släktet, Habia rubica. Släktet Driophlox har beskrivits för denna klad.

### Familjetillhörighet
Myrkardinaler placerades tidigare i familjen tangaror (Thraupidae). DNA-studier har dock visat att de egentligen är tunnäbbade kardinaler.

## Status
Arten har ett litet utbredningsområde mestadels begränsat till två skyddade områden, men beståndet tros vara stabilt. Världspopulationen uppskattas till mellan 8 200 och 14 000 vuxna individer. IUCN kategoriserar arten som nära hotad.